# 斑翅夜鹰属
是夜鷹目夜鹰科下的一个属。

## 命名歷史
本屬由美國鳥類學家羅伯特·里奇韋於1912年建立。里奇韋以英國鳥類學家菲利普·斯克萊特描述的作為其模式種，但該物種後來被視為是斑翅夜鹰的亞種，故現在模式種為斑翅夜鹰。其屬名則由古希臘語的（羅馬化：systellō，「縮短、橋接」之意）及-{
οὐρά}-（羅馬化：oura，「尾巴」之意）組成。

## 下属物种
本属包括以下物种：
- 斑翅夜鹰 Systellura longirostris (Bonaparte, 1825)
- 小斑翅夜鹰 Systellura decussata (Tschudi, 1844)